# استیپان وگو
استیپان وگو (انگلیسی: Stjepan Vego؛ زادهٔ ۹ ژوئیهٔ ۱۹۹۷) بازیکن فوتبال است.
وی همچنین در تیم ملی فوتبال زیر ۲۱ سال بوسنی و هرزگوین بازی کرده‌است.